# Diastella proteoides
Diastella proteoides là một loài thực vật có hoa trong họ Quắn hoa. Loài này được (L.) Druce miêu tả khoa học đầu tiên năm 1913 publ. 1914.